# Пьедади-ди-Каратинга
Пьедади-ди-Каратинга (порт. Piedade de Caratinga) — муниципалитет в Бразилии, входит в штат Минас-Жерайс. Составная часть мезорегиона Вали-ду-Риу-Доси. Входит в экономико-статистический микрорегион Каратинга. Население составляет 5756 человек на 2006 год. Занимает площадь 110,121 км². Плотность населения — 52,3 чел./км².

## История
Город основан в 1995 году.

## Статистика
- Валовой внутренний продукт на 2003 год составляет 13 489 089,00 реалов (данные: Бразильский институт географии и статистики).
- Валовой внутренний продукт на душу населения на 2003 год составляет 2422,61 реалов (данные: Бразильский институт географии и статистики).
- Индекс развития человеческого потенциала на 2000 год составляет 0,661 (данные: Программа развития ООН).